# François-Vincent Toussaint
François-Vincent Toussaint (Párizs, 1715. december 21. – Berlin, 1772. június 22.) francia író, fordító, enciklopédista.

## Életpályája
Jogot tanult, de könyvkereskedelemmel foglalkozott, regényeket írt, korrektorként dolgozott, kiadványokat szerkesztett és fordított. Lefordította Tobias Smollett Peregrine Pickle kalandjai című művét, valamint megszerkesztette Montesquieu A törvények szelleméről című könyvének tartalomjegyzékét.
Először dr. Robert James 1743 és 1745 között megjelent három kötetes orvosi szótárának fordításán dolgozott, ami franciául 1746 és 1748 között hat kötetben jelent meg. Utána közreműködött a Denis Diderot és Jean le Rond d’Alembert szerkesztésében készülő Encyclopédie első köteteinek készítésében.
Legismertebb könyvét, az 1748-as Les Mœurs-t megjelenése után szinte azonnal beperelték és elégették. Ez bizonyos szempontból még szerencsét is hozott számára, a könyv a botrány miatt hatalmas siker lett, az első évben 13 alkalommal újranyomtatták, többek között egy jellemrajz miatt, amiről az emberek úgy tartották, hogy a túlzottan is álszent királynét, Leszczyńska Máriát ábrázolja. Toussaint egyúttal megismert néhány magas rangú hivatalnokot, magát Jean-Frédéric Phélypeaux de Maurepas-t is, aki akkoriban Tengerészeti miniszter volt.
A könyvből Toussaint számára igazából csak 1757-ben származott probléma. Ekkor történt Robert Damiens merényletkísérlete XV. Lajos ellen, valamint egy évvel később, 1758-ban jelent meg Helvétius A szellemről című könyve, a felvilágosodás ellenségei pedig elérkezettnek látták az időt, hogy megsemmisítő támadást intézzenek a gyűlölt enciklopédisták ellen. A Les Mœurs ekkor úgy vált ismertté, mint a könyv, ami királygyilkosságokhoz vezet. Egyúttal Toussaint illegálisan eladott 400 darabot A szellemről törvénytelenül nyomott példányaiból.
Ezután Brüsszelbe utazott, majd 1764-ben Berlinbe költözött, ahol tanárként dolgozott II. Frigyes újonnan alapított katonai iskolájában. Már korábban a Porosz Tudományos Akadémia külső tagja volt, most rendes taggá is válhatott.
1763-ban Éclaircissement (Magyarázat) címmel megjelentetett egy könyvet, amiben bemutatta, hogy a Les Mœurs-t mindenki félreértette és a könyv nem volt támadó. Noha a Les Mœurs hatalmas siker volt, egész életében sajnálta, hogy megírta azt a könyvet. A mű egyes részeit újra felhasználáták az Encyclopédie szerkesztésekor.
1772-ben meglehetős szegénységben halt meg hátrahagyva feleségét és gyerekeit.

## Magyarul
- Gyönyörűségek kertje; bev., ford. Mészöly Gedeon; Rózsavölgyi, Bp., 1936 (Magyar Elzevirek)

## Szakirodalom
- Margaret Elinor Adams: François Vincent Toussaint: Life and Works. Dissertation, Boston University Graduate School, 1966
- Toussaint, François-Vincent: Anecdotes curieuses de la cour de France sous la règne de Louis XV. Texte original publié pour la première fois avec une notice et des annotations par Paul Fould. Paris: Plon, 1905